# Sd Kfz 233
Sd Kfz 233 は、第二次世界大戦にドイツの装甲捜索大隊に火力支援車輌として配備された8輪重装甲車である。

## 概要
ドイツ陸軍に配備された装甲車の最も大火力の武装は、威力偵察に用いる2cm機関砲だった。しかしこれは東部戦線（独ソ戦）において、対戦車戦闘や火力支援には全くの威力不足であるとして問題となった。そこでSd.Kfz.263重装甲無線車用の車体を用い、上部構造物を付けずオープントップとなった戦闘室に7.5cm砲を搭載し、火力支援用として開発されたのがSd.Kfz.233である。
操縦手席前面装甲の右側をカット、突撃砲用の24口径7.5cm砲 StuK.37と砲架、Sfl.ZF1照準器はそのまま流用され、砲の旋回角は左右各12度ずつ、俯仰角は－10～＋12度であり、これは火力支援用装甲ハーフトラックであるSd.kfz.251/9の前期型と同じ搭載方式だった。砲手を守る防盾は主砲前面にのみ付けられていたが、後に側面上部装甲板が追加されている。
搭載された7.5cm砲弾は榴弾・徹甲弾・成形炸薬弾の合計32発であり、副武装の7.92mm機関銃MG34またはMG42の弾薬が1,500発、9mm機関短銃MP40の弾薬が192発であった。
乗員は車長兼装填手、砲手、操縦手の計3名。Sd.Kfz.231重装甲偵察車シリーズと車体寸法は変わらないが砲塔が無いため全高2.25mと低くなり、戦闘重量は8.58tと若干重くなっている。

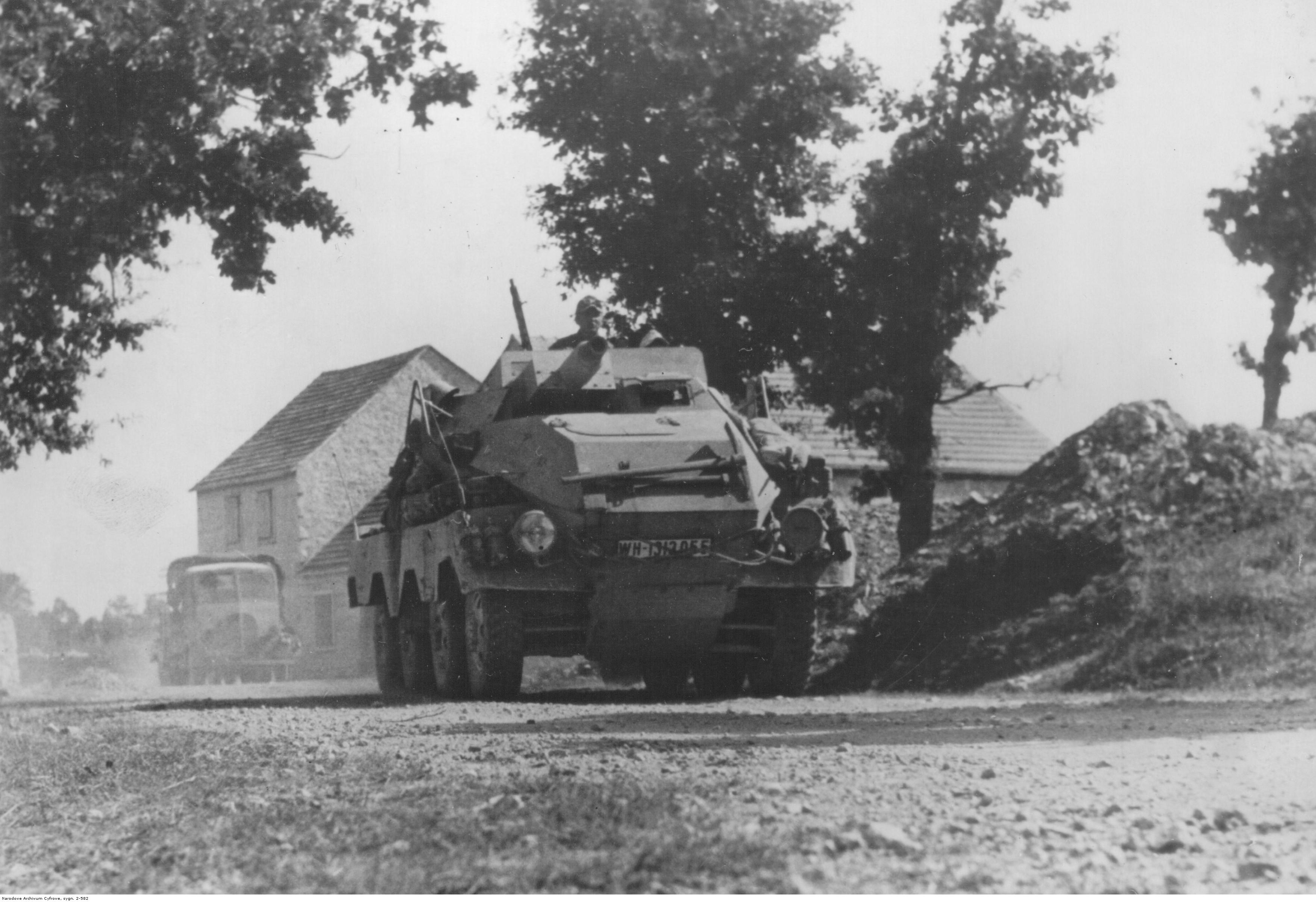
アドリア海沿岸の村を通過するSd.Kfz.233

本車はエルビンクのシッヒャウ社で生産され、1942年10月にSd.Kfz.263重装甲無線車から10輌を改造、同年11月から年末までに9輌、さらに1943年に100輌の、計119輌が生産され、車体製造番号は85615～87267である。
Sd.Kfz.263重装甲無線車改造の10両は前面装甲厚が18mmだったが、以後の量産型では30mmに強化されたSd.Kfz.231/232同様の新車体となり、エンジンも180馬力の出力増大型に変更されている。
後に本車の後継として、同じく24口径7.5cm砲を搭載するSd Kfz 234/3が開発された。